# Eduard Mörike

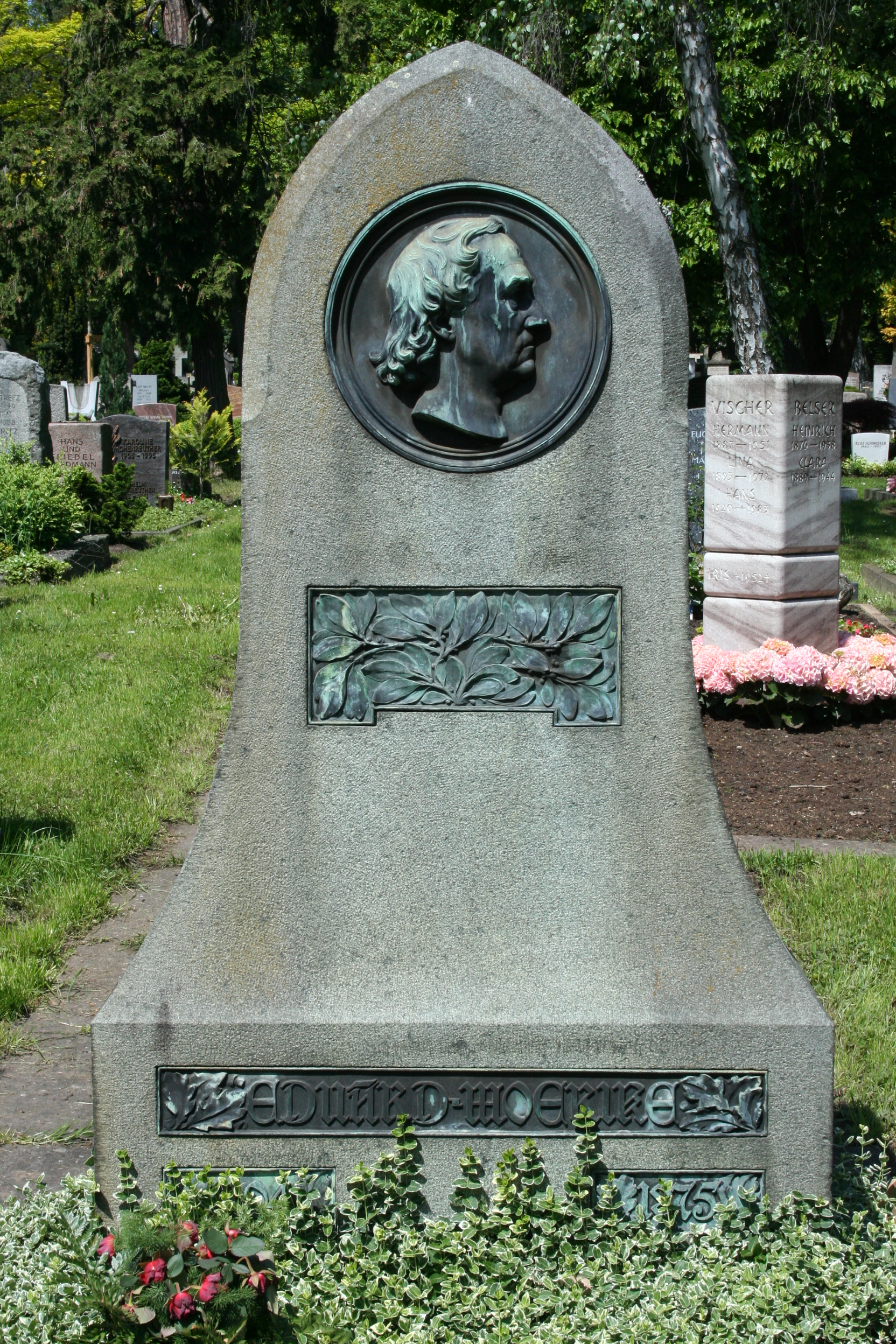
Mörikeho hrob ve Stuttgartu

Eduard Friedrich Mörike (8. září 1804, Ludwigsburg – 4. června, 1875, Stuttgart) byl německý romantický básník, prozaik a překladatel, vrcholný představitel tzv. švábské romantiky. Jeho tíhnutí k harmonii je někdy označováno za literární biedermeier.

## Život
Eduard Mörike pocházel z lékařské rodiny, do které se narodil jako sedmé dítě. Po maturitě na stuttgartském gymnáziu vystudoval v letech 1822 až 1826 teologii v Tübingenu. Působil pak jako evangelický farář na různých místech ve Württembersku a od roku 1834 devět let v Cleversulzbachu poblíž Weinsbergu. Roku 1843 se pro nemoc místa vzdal a žil v soukromí v Mergentheimu. Od roku 1851 působil jako profesor literatury na Kateřinském ústavu ve Stuttgartu a roku 1866 odešel do výslužby. Zemřel roku 1875 a je pohřben na hřbitově Pragfriedhof ve Stuttgartu.
Za svého života vešel Mörike ve známost díky své poetické novele Mozartova cesta do Prahy (1856, Mozart auf der Reise nach Prag), dnes je však ceněn jako jeden z nejvýznamnějších německých básníků 19. století. Díky své uzavřené povaze se vyhýbal společenským stykům, což zvýšilo jeho vnímavost pro přírodu a lidové cítění. Proto je jeho přírodní, reflexivní i milostná lyrika vyznačující se čistou citovou intonací a smyslovou svěžestí považována za dokonalou. Jeho básnické modlitby, zbavené programové ideovosti, dekorativnosti i rétoriky, jsou směsí radosti a stesku a zamýšlejí se nad podstatou bytí.
Mörike psal rovněž básně výpravné i dramatické. Rovněž dovedl vynikajícím způsobem zachytit postavy lidové fantazie ve svých pohádkách. Skvěle ovládal též klasické básnické formy a hexametr. Působil také jako překladatel. Uspořádal a přeložil výbor antických řeckých a římských básní pod názvem Klasická antologie (1840, Klassische Blumenlese), S Friedrichem Notterem vydal roku 1856 překlady bukolických básní Theokrita, Bióna ze Smyrny a Moscha (Theokrit, Bion und Moschos) a roku 1864 přeložil básnické dílo Anakreóntovo (Anakreon und die sogenannten Anakreontischen Lieder).

## Dílo
- Malíř Nolten (1832, Maler Nolten), vývojový román, napsaný pod vlivem Goethova Viléma Meistra, ve kterém je obsaženo mnoho autorových básní a také dramatická fantazie Poslední orplidský král (Der letzte König von Orplid), odehrávající se v básníkem vybájené zemi.
- Ročenka švábských básníků a novelistů (1836, Jahrbuch schwäbischer Dichter und Novellisten) společně s Wilhelmem Zimmermannem, almanach z děl švábských romantiků, kde je kromě několika Mörikeových básní také jeho pohádka Poklad (Der Schatz).
- Básně (1838, Gedichte), rozšířeno 1848, 1858 a 1864.
- Větrní bratři (1839, Die Regenbrüder), libreto k opeře Ignaze Lachnera,
- Iris (1839), sbírka výpravných a dramatických básní,
- Idyla od Bodamského jezera (1846, Idyll vom Bodensee), sedm idyl napsaných klasickým hexametrem.
- Stuttgartský Křížalníček (1852, Das Stuttgarter Hutzelmännlein), pohádka o ševci hledajícím pro sebe tu pravou ženu, ve které autor využil téměř celý pohádkový arsenál (skřítci, trpaslíci, kouzelné boty, kouzlo neviditelnosti atp.). Pohádka v sobě obsahuje další pohádku Příběh o krásné Modřence (Die Historie von der schönen Lau).
- Jezertina ruka (1853, Die Hand der Jezerte), pohádka,
- Sedlák a jeho syn (1856, Der Bauer und sein Soh), pohádka,
- Mozartova cesta do Prahy (1856, Mozart auf der Reise nach Prag), poetická novela zachycující cestu Wolfganga Amadea Mozarta do Prahy na premiéru Dona Giovanniho na podzim roku 1787.

## Česká vydání
- Mozart na cestě do Prahy, Nakladatelské družstvo Máje, Praha 1906, přeložila Aglaja Wukadinovićová,
- Mozartova cesta do Prahy, Adolf Synek, Praha 1928, přeložila Zdenka Münzerová,
- Mozartova cesta do Prahy, Melantrich, Praha 1932, přeložil Jan Čep, znovu Růže, České Budějovice 1991.
- Jezertina ruka, Atlantis, Brno 1939, přeložil František Springer,
- Mozartova cesta do Prahy, Československý spisovatel, Praha 1956, přeložila Marie Kornelová, znovu Odeon, Praha 1977.
- Kouzelná země Orplid, Odeon, Praha 1975, přeložil Jiří Mulač, výbor z díla obsahující pohádky Poklad, Jezertina ruka, Sedlák a jeho syn, Stuttgartský Křížalníček a pohádkové drama Poslední orplidský král.
- Proč bolíš, radosti, Mladá fronta, Praha 1979, přeložil Ivan Slavík, výbor z básnické tvorby.